# Hachikō
「Hachikō」（ハチコウ）は、日本のシンガーソングライター・藤井風の楽曲。2025年6月13日にHEHN RECORDS / ユニバーサルミュージック / リパブリック・レコードより配信限定でリリースされた。

## 概要
- 3rdアルバム『Prema』のリリースに先駆けて、先行配信されたリードトラック[10]。
- 全編英語詞であり[注釈 1]、自身初の英語シングル[12][注釈 2] 。
- タイトル「Hachikō」は、忠犬ハチ公のことを指しており、ミュージックビデオにも渋谷のハチ公像が登場する[11]。
- 本楽曲は、シーアやアデル、デュア・リパなどの作品に参加したTobias Jesso Jr.（英語版）と共同で作曲された[14][15]。
- 本楽曲のプロデュースは、プロデューサーのSir Nolan（英語版）と250（英語版）が務めた。Sir Nolanは、ジャスティン・ビーバーやセレーナ・ゴメスの作品に参加しているプロデューサー・ソングライターで[15]、250は、NewJeansなどのヒット曲を手がけている[14][16]。250とは、韓国の複合文化空間・House of Refugeのスタジオにて、作業を行ったという[17]。

## プロモーション
6月10日、藤井は自身のSNSに「Hachikō, The 1st single from my 3rd Album」というテキストとともに動画を投稿。動画には「YOU'VE BEEN PATIENTLY WAITING FOR ME」（あなたは私を辛抱強く待っていてくれた）というメッセージと、藤井が東京・渋谷のハチ公像前に向かう姿が収められている。
リリース前日の6月12日、Universal Music Thailandの公式サイトなどで、藤井が6月13日にタイを訪問する旨の告知が行われた。そして、リリース当日の6月13日、タイのパラゴン・パークにてリスニングセッションを開催し、本楽曲や「死ぬのがいいわ」「まつり」「満ちてゆく」などを披露した。
6月13日13時、ミュージックビデオの公開とともに、本楽曲がリリースされた、同日、新たなアーティスト写真が公開され、アルバムの詳細も発表された。
また同日、J-WAVE『ALL GOOD FRIDAY』にて、本楽曲が初オンエアされた。6月21日オンエアのTOKYO FM『JA全農 COUNTDOWN JAPAN』にて発表された「全国NO.1FMヒットチャート」には、5位に初登場した。同月28日オンエアの同番組では、1位を獲得した。
6月22日にオンエアされたJ-WAVE『SAISON CARD TOKIO HOT 100』では、本楽曲が初登場1位を獲得した。2022年10月に「grace」以来、自身2度目となる初登場1位となった。同一アーティストが複数の曲で初登場1位を記録するのは、番組史上初であり、シングルとしてリリースされた曲では「grace」から7作連続で1位を獲得している。その後も1位を獲得し続け、4週連続1位となった。
ファッション業界専門誌『WWD JAPAN』8月4日号では、本楽曲のミュージックビデオ、および2024年8月に開催されたスタジアムライブ「Fujii Kaze Stadium Live "Feelin' Good"」にて着用された藤井の衣装が特集されている。スタイリストによる衣装制作のプロセスを軸に、ミュージックビデオの監督を務めたMESSや、ライブ演出を担当した映像作家・山田健人によるコメントが掲載されている。

## 楽曲制作
本楽曲の制作に関して、藤井は以下のように語っている。
きっかけはちょっとした遊び心だった。
2022年4月、LAでのコライトセッションの際、Tobias Jesso, Jrが、日本語の入った曲をやってみないかと提案してきたんだ。
彼「渋谷にいるあの犬の名前って何だっけ？」
僕「え…ハチ公？」て感じで。
そしてプロデューサーのSir Nolanはその場でビートを作った。
数年後、曲を完成させたくて映画『ハチ公物語』を観たんだ。
その後すぐに降りてきたメロディーと歌詞をビートに合わせて歌ってみた。
ビートから曲を作ったことはなかったので、まったく新しい経験だったよ。
最終的に、プロデューサーの250（イオゴン）と一緒にさらに磨きをかけていった。
忠犬ハチ公は、亡くなった飼い主を10年間待ち続け、ようやく天国で会うことができた。

この曲は忠誠心に対する尊敬の念が込められているし、それは僕の3rdアルバムを辛抱強く待ってくれているファンのことのようでもある！笑

## 音楽性
ビート先行で制作された本楽曲は「キリがないから」や「きらり」などに代表されるようなシンセサイザー主体の楽曲となっているが、ループを多用した音を重ねていく展開は、ビート先行ならではの構造を持っている。序盤は、ボーカルにシンセサイザーが加わり、リズム、ブレイクを経て、ビート、ベースが加わるといった流れを見せる。
BPM 110ほどで進むディスコ・ハウスを思わせるダンスビートは、プロデューサーのSir Nolanによるもので、藤井は「ビートから曲を作ったことはなかった」と、自身にとって初めての作曲プロセスであったことを明かしている。
全て英語で歌われる歌詞は、忠誠心に対するリスペクトと愛が歌われている。一方で〈You can pick whatever you'd like to do〉（なんでも好きに選んでいいんだよ）〈Anything that satisfies your soul〉（君の魂を満足させることならなんでも）という歌詞は、藤井が以前から楽曲で描いてきた「ハイヤーセルフ」との再会の場面とも捉えられる。冒頭から何度も繰り返される〈Doko ni ikō Hachikō（どこに行こう、ハチ公）〉という印象的なフレーズは、英語とも日本語とも言いきれない独特のイントネーションで歌われる。

## ミュージックビデオ
本楽曲のリリースとともに、ミュージックビデオが公開された。監督は「まつり」や「花」など、藤井のミュージックビデオを数多く手がけるMESSが務めた。
ミュージックビデオは、忠犬ハチ公の像がある渋谷の風景から始まる。スクランブル交差点の甘栗屋に立つ藤井がクローズアップされると、異世界のような場所に移り、白い衣装で「神」のような風貌と、黒い衣装で「犬」のような奇抜な衣装をまとった2人の藤井が登場する。終盤では、2人の藤井が抱きつくシーンがあるが、天国で再会を果たした主人とハチを表したシーンであるとも考えられる。
MESSとのミュージックビデオの撮影は、ゼロからストーリーを考え、制作されるが、企画がまとまっていくペースは早いことが多いという。本楽曲のミュージックビデオの撮影も、企画の発案から撮影までが、短期間で進行したという。

## 評価
- 音楽ジャーナリストの柴那典は、本楽曲を「センチメンタルなバラードの曲調でもないし、メロディも心地よく満たされるチアフルなムード。でも不思議と泣けてくる。目頭が熱くなってくる」と評価[29]。また、本楽曲が描いているのは「再会の喜びと充足」であるとし、ミュージックビデオでの犬の耳をつけた黒い藤井と後光を背負った白い藤井がハグをするシーンを参照し「『grace』など、これまでの藤井の楽曲で描かれている世界観やメッセージのように、ハイヤーセルフと再会した瞬間の祝福と充足を描いている」「（ミュージックビデオのシーンは）再会へのオマージュである」と述べた[29]。
- ブロガーの徳力基彦は、NewJeansの韓国語と英語が組み合わされた歌詞を参照し「（本楽曲は）英語詞の楽曲でありながらも、メインのフレーズに『どこに行こう、ハチ公』という日本語を組み込んだところが、藤井風さんならではの新しいJ-POPのアプローチ」「英語歌詞をベースにしつつも、日本語のフレーズを組み合わせたアプローチが、新しいJ-POPの世界への広がり方の道として確立される可能性は決して低くない」と評した[11]。
- ライターの荻原梓は、本楽曲を「近年急増している日本語を使った洋楽ポップスのトレンドに沿った作り」「海外のリスナーも十分に楽しめるグローバルな仕上がり」と評した[15]。
- 『ROCKIN'ON JAPAN』の杉浦美恵は、本楽曲を「〈どこに行こう、ハチ公〉というサンプリングボイスのリピートにシンセサウンドが重なり、突然のブレイクからビートが乗って、心地好いダンスサウンドへと形を成していく」と評価し「藤井がハチ公の物語から感じ取ったのは『待つ』という行為の尊さ」「この名状しがたい感覚に宿るのは『愛』。これは『Prema』への序章。新たな風が吹くようなこの革新的な歌に、新作アルバムがますます待ち遠しくなる」と、アルバムと絡めたコメントを行っている[30]。

## クレジット
- 藤井風 : Vocals
- Alexander Sowinski : Drums
- KOBY SHY : Bass

### レコーディング
- Masahito Komori : Mixing Engineer
- Daishi Iiba : Recording Engineer
- Yusaku Watanabe (birdie house) : Assistant Engineer

### ミュージックビデオのクレジット
- Director : MESS
- Director of Photography : Koretaka Kamiike
- 1st Camera Assistant : Ryo Matsutani
- 2nd Camera Assistant : Yuto Mori
- 3rd Camera Assistant : Takayuki Tokuda Phantom
- Camera Operator : Koichi Yuri / Yuta Naruse (Spice) Grip : Shingo "Eddie" Miyakawa / Shunsei Inoue / Naoki Ikeda (DRAGON FORCE inc.)
- BOLT X Operator : Kazuo Dan
- BOLT X Operator Assistant : Ryuzo Chuda / Sadanori Inaba
- Lighting Director : Naoyuki Katagi
- Lighting Chief : Takuro Ito
- Lighting Assistant : Taiga Isshiki / Koji Oka / Sachi Taura / Sosuke Nomura / Yukinao Abe / Katsuya / Kenichi Shimizu / Megumi Fukuda / Rei Horiuchi / Masato Miura / Tomoki Ohrui / Takeshi Ishida / C.Maverick Watanabe / Yuki Sugizaki / Sayumi Tsuji / Daiki Tanaka / Tasuku Sato / Ryo Ichikawa / Daisuke Seki
- Light Board Operator : Seiji Onishi (TOKUSHU)
- Light Board Operator Assistant : Ayumi Usuda / Yui Ogaki (TOKUSHU)
- Production Designer : Yui Miyamori
- Production Designer Assistant : Miyuki Yamaguch / Tamami Tsukahara
- Art Coordinator : Kazuya Ishikawa / Kimiko Nakano (Kadokawa Daiei Studio)
- Set Carpenter : Daiki Kurata / Riku Aiba / Yudai Ogino / Yukiho Kamei (Kadokawa Daiei Studio)
- Set Painter : Suguru Sase (Kadokawa Daiei Studio)
- Scenic Carpenter : Keisuke Yuhara
- Greens Department : Hanami takahiro (IZUMIEN)
- LED Operator : Shigenori Kikuchi / Shinichiro Furuya / Natsumi Masukawa / Masayuki Yano / Ayumi Sudou / Kenichi Mine / Toshihisa Takita / Yuka Sawada (HIBINO)
- Special Effect : Kota Tanaka / Kei Nakagawa / Akitoshi Aikawa (FLAT)
- Wind Effect : Katsuji Nogawa / Eijun Kikuchi (NKL)
- Snow Effect : Tsuneo Koumi / Rei Nozawa / Sakiko Ohno (snowbble)
- SFX : Kotaro Saruwatari (Wazamono LLC)
- Transport : Junichiro Ikuta / Hiroki Saito
- Hair & Make Up : TAKAI
- Hair & Make Up Assistant : URAN
- Styling : Tatsuya Shimada
- Styling Assistant : Atsushi Nakamura / Hanna Umeyama Custom Costumes : _JULIUS / Yuko Makino / Hiroyuki Hayashi
- VFX : Cameo FX / VFX and Animation Studio
- VFX Executive Producer : Sergii Mashevskyi
- Head of VFX : Oleksandr Orlov
- Creative Director : Oleh Hrubyi
- VFX Supervisor : Andrii Bilym
- 2D Department : Anton Bondarenko / Valeriia Titko
- 3D Department : Oleksandr Kolisnichenko / Vyacheslav Patalakha
- Compositing Department : Tetiana Amelina / Volodymyr Bahalii / Edhar Beimo / Hanna Bilym / Oleh Bohovenko / Avraam Dashtoian / Dmytro Derkach / Andrii Dzihovskyi / Dmytro Fedortsov / Daria Halaida / Mariia Horska / Kseniia Hudkovska / Illia Hudkovskyi / Ruslan Isachenko / Volodymyr Karlash / Elina Kazymahomedova / Dmytro Khudienko / Serhii Kmet / Kateryna Kubantseva / Kostiantyn Kuchuhurnyi / Arsen Lytvynenko / Dmytro Mandrihel / Danylo Melnykov / Oleksandra Merkulova / Andrii Mokeiev / Dmytro Oleynik / Hanna Parakhonka / Serhii Polyakov / Mykyta Sizov / Taras Synevych / Evhen Taran / Stanislav Tokosov / Oleh Topchii / Ihor Vinnychenko / Mariia Yushko / Maksym Zelenskyi / Maksym Zharuk
- Colourist : fmlik
- Online Editor : Jun Maki (MAURNI STUDIO) / Tetsuo Shinshi
- MA Mixer : Tomoaki Yokota (MARUNI STUDIO)
- Production Manager : Yukari Itabashi / Masato Kudo (FAB)
- Production Staff : Tamaki Ide (FAB) / Koharu Yonebayashi (FAB) / Hina Yamamoto (FAB) / Yusaku Konsei (FAB) / Kosuke Inoue / Yasuhiro Koshida / Yukiko Konda
- Producer : Hazuki Hasegawa (FAB)